# サン・ミケーレ・ディ・ガンツァリーア
サン・ミケーレ・ディ・ガンツァリーア（イタリア語: San Michele di Ganzaria, シチリア語: San Micheli di Ganzarìa o Sammicheli）は、イタリア共和国シチリア州カターニア県にある、人口約3,200人の基礎自治体（コムーネ）。

## 地理

### 位置・広がり

#### 隣接コムーネ
隣接するコムーネは以下の通り。括弧内のCLはカルタニッセッタ県、ENはエンナ県所属を示す。
- カルタジローネ
- マッツァリーノ (CL)
- ピアッツァ・アルメリーナ (EN)
- サン・コーノ